# Pseudococcus kikuyuensis
Pseudococcus kikuyuensis är en insektsart som beskrevs av James 1935. Pseudococcus kikuyuensis ingår i släktet Pseudococcus och familjen ullsköldlöss. Inga underarter finns listade i Catalogue of Life.